# Валенсия (футбольный клуб)
«Вале́нсия» (вал. València Club de Futbol, исп. Valencia Club de Fútbol) — испанский футбольный клуб из одноимённого города, выступающий в Ла Лиге. Основан в 1919 году. Домашним стадионом клуба является «Месталья», построенная в 1923 году и вмещающая 49 430 зрителей. Однако команда планирует в ближайшее время переехать на строящийся в данный момент стадион «Ноу Месталья» (вал. и исп. Nou Mestalla), рассчитанный на 75 000 зрителей.
«Валенсия» — один из самых титулованных клубов Испании, 6 раз в своей истории становилась чемпионом страны. Последний триумф датируется 2004 годом. В исторической классификации высшего дивизиона клуб занимает четвёртое место — сразу после «Реал Мадрид», «Барселоны» и «Атлетико Мадрид».
В начале сезона 2006/07 «Валенсия» в списках самых богатых клубов мира занимала 17-ю строчку. С 2002 по 2008 год — член организации европейских футбольных клубов G-14.

## История

Валенсия в 1927 году

Клуб был основан в 1919 году двумя друзьями Октавио Аугусто Милего Диасом и Гонсало Медине Пернасом, причём первый из них стал президентом клуба благодаря подброшенной монетке. Клуб сыграл свой первый матч на выезде 21 мая 1919 года с «Химнастико» и проиграл 0-1. Состав в 1-й в истории команды игре: Хулио Гаска, Гомес Хуанеда, Мартинес Имбарра, Алиага, Умберт, Ферре, Фернандес, Льобет, Марсаль, Марко и Перис.
«Валенсия» переместилась на площадку «Месталья» (ещё не стадион к тому времени, была построена только одна трибуна) в 1923, а до этого играла свои домашние матчи на поле «Альгирос» с 7 декабря 1919. Первый матч на «Месталье» «Валенсия» сыграла вничью 0-0 с командой «Кастельон Кастилия», а на следующий день выиграла у этой же команды 1-0. «Валенсия» выиграла региональный чемпионат в 1923 году и впервые в своей истории попала в Кубок Испании (Copa Del Rey). Первый кубок для валенсийцев был провальным: выиграв домашний 1-й матч у «Спортинга» 1-0, команда уступила в ответной встрече 1-6, был назначен 3-й матч, который валенсийцы также проиграли 0-2.

### Первые удачи
Гражданская война в Испании приостановила восхождение валенсийской команды, но ненадолго: в 1940 году «Валенсию» возглавил самый известный в истории клуба президент — Луис Касанова. В 1941 году команда заняла в первенстве Испании 3-е место и выиграла Кубок Испании, обыграв в финале «Эспаньол». В сезоне 1941/1942 клуб впервые выиграл национальный испанский чемпионат. 40-е годы стали временем расцвета «Валенсии»: команда на равных конкурировала с лидерами испанского футбола: «Барселоной», мадридским «Атлетико» и «Севильей», трижды (в 1942, 1944 и 1947 годах) став чемпионом (дважды — 1948, 1949 — команда стала второй, один раз — 1941 — третьей) и выиграв 2 Кубка Испании — в 1941 и 1949 годах (ещё трижды — в 1944, 1945 и 1946 годах — дойдя до финала). Нападение клуба — знаменитая «электрическая атака» (исп. delantera eléctrica) (Мундо, Горостиса, Эпи, Амадео, Асенси) — наводило ужас на защиту соперников (в первом чемпионском сезоне «Валенсии» — 1941/1942 — её форварды забили на пятерых 81 мяч). В воротах блистал Игнасио Эйсагирре — первый в истории клуба вратарь, который стал обладателем Трофея Саморы.

### 1950-е-1970-е, удачи на европейском уровне
1950-е — эра развития клуба, несмотря на провал по сравнению с удачными 1940-ми. В этот период произошла реконструкция домашнего стадиона «Месталья», после чего он стал вмещать 45.000 зрителей. На «Месталье» оставили след такие игроки, как Антонио Пучадес, Пасьегито, Хуан Карлос Кинкосес, Фас Вилкес. В сезоне 1952/53 клуб завоевал 2-е место в чемпионате Испании, а в следующем году валенсийцы выиграли Кубок Генералиссимуса.
Хотя в начале 1960-х на внутренней арене «Валенсия» смотрелась неубедительно, клуб добился первых европейских успехов в Кубке Ярмарок. Первый успех пришёл в 1962 году. «Валенсия» попала в финал кубка и обыграла там «Барселону» со счётом 6-2. В следующем сезоне валенсийцы снова попали в финал, на этот раз с «Динамо Загреб», где вновь одержали победу 4-1. В сезоне 1963/64 «Валенсия» снова играла в финале, но после приличного старта уступила «Сарагосе» со счётом 1-2.
Альфредо Ди Стефано был назначен главным тренером в 1970 году и немедленно привёл свой новый клуб к победе в чемпионате Испании, а также подготовил «Валенсию» для дебюта в Европейском Кубке, где команда проиграла в 3-м круге соревнования. В 1970-х в «Валенсии» играли такие знаменитые игроки, как австриец Курт Яра, голландец Джонни Реп и аргентинец Марио Кемпес, который становился лучшим бомбардиром испанской лиги два сезона подряд (1976/77 и 1977/78). В защите выделялась пара молодых центральных защитников — Рикардо Ариас и Мигель Тендильо (оба — воспитанники клуба). «Валенсия» снова выиграла Кубок Испании в 1978/79, а также завоевала Кубок обладателей кубков в следующем сезоне, обыграв в финале «Арсенал», пройдя такие клубы как: «Копенгаген», «Рейнджерс», «Барселона» и «Нант Атлантик». Кемпес стал главной причиной успеха «Валенсии» в Европе. В том же году «Валенсия» праздновала победу в Суперкубке Европы, обыграв в финале «Ноттингем Форест».

### 1980-е и 1990-е. Понижение во 2-й дивизион и последующее возвращение
В 1982 году на пост главного тренера пригласили Миляна Милянича, но после провального сезона за 7 игр до конца чемпионата его заменил Кольдо Агирре, но несмотря на это, «Валенсия» не сумела удержать своё место в высшем дивизионе. В провальном для валенсийцев сезоне президентом клуба был Висенте Торно, при котором «Валенсия» погрязла в долгах. В сезоне 1985/86 года клуб не сумел преодолеть трудности, связанные с невыплатой зарплаты игрокам и руководству клуба, а также низким командным духом. Впервые в истории клуба за 55 лет в футбольной элите «Валенсия» вылетела в низший дивизион.
Артуро Тусон в качестве президента клуба вместе с тренером Альфредо Ди Стефано помог «Валенсии» вернуться в Примеру. Ди Стефано оставался тренером клуба до тех пор, пока в сезоне 1987/88 клуб под его управлением не занял 14-е место. В 1989 году в команду пришёл болгарский форвард Любослав Пенев в рамках валенсийской программы объединения.
Гус Хиддинк возглавил клуб в 1991 году. Под его управлением клуб занял 4-е место в чемпионате, но вылетел из Кубка Испании на четвертьфинальной стадии. В 1992 году «Валенсия» стала спортивным обществом с ограниченным членством (Sporting Limited Company) и удержала Хиддинка во главе команды до 1993 года. Карлос Алберто Паррейра, поработавший со сборной Бразилии, стал главным тренером клуба и тотчас приобрёл испанского голкипера Андони Субисаррету, российского форварда Олега Саленко и нападающего Предрага Миятовича. Паррейра не оправдал возложенных на него надежд и был заменён Хосе Мануэлем Риело. В середине 1990-х клуб не смог выиграть никаких трофеев, несмотря на то, что в составе команды были такие игроки как: Ромарио, Клаудио Лопес, Ариэль Ортега, Адриан Илие, а командой руководили такие тренеры как: Луис Арагонес и Хорхе Вальдано.
Под руководством Клаудио Раньери клуб завоевал Кубок Испании в сезоне 1998/1999.

### Начало 2000-х. Новые успехи
После того как на пост главного тренера пришёл Эктор Купер, сменивший Раньери, «Валенсия» впервые попала в финал Лиги Чемпионов в 2000 году, но уступила в финале «Реалу» со счётом 0-3. В следующем году Куперу снова удалось вывести «Валенсию» в финал Лиги Чемпионов, но, как и год назад, клуб снова проиграл, на этот раз, «Баварии» в серии послематчевых пенальти.
Рафаэль Бенитес, заменивший Эктора Купера, в сезоне 2001/2002 привёл валенсийцев к победе в чемпионате Испании (это была первая победа за последний 31 год). В сезоне 2003/2004 «Валенсия» повторила свой триумф в чемпионате Испании, а также завоевала Кубок УЕФА.

### Вторая половина 2000-х

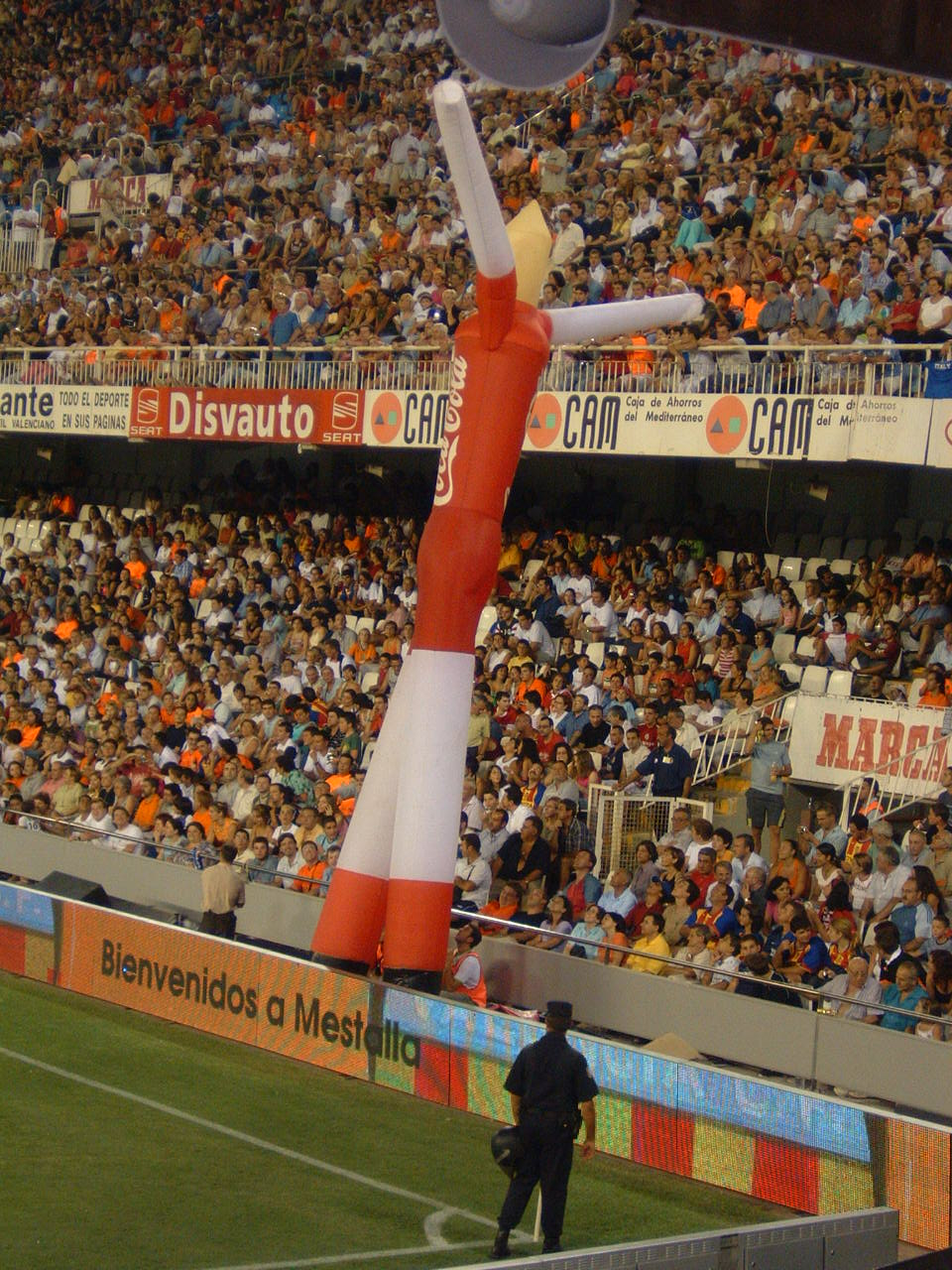
2005: Фанаты заполнили «Месталью»

После ухода Бенитеса в 2004 году в «Ливерпуль» «Валенсию» вновь возглавил Клаудио Раньери. Возвращение итальянского специалиста на пост тренера оказалось неудачным: из приглашённых им в команду футболистов-соотечественников (Марко Ди Вайо, Стефано Фьоре, Бернардо Корради, Эмилиано Моретти) в основе смог закрепиться лишь Моретти, команда в турнирной таблице занимала всего лишь 6-е место. В феврале 2005 года, после поражения «Валенсии» в 1/16 Кубка УЕФА от «Стяуа» Раньери был уволен со своего поста. Преждевременное расторжение контракта послужило причиной того, что итальянский тренер подал на клуб в суд. Судебного разбирательства удалось избежать в последний момент: стороны смогли договориться о сумме компенсации, не доводя дело до суда. До конца сезона команду тренировал Антонио Лопес.
В мае 2005 года на пост главного тренера был приглашён наставник «Хетафе» Кике Санчес Флорес. Сезон 2005/2006 «Валенсия» закончила на третьем месте, завоевав путёвку в Лигу Чемпионов. Но развить успех не удалось: отработав в команде ещё один сезон, в начале следующего после двух поражений подряд — в Лиге Чемпионов от «Русенборга» и в чемпионате от «Севильи» — Санчес Флорес был уволен.
Через неделю команде был представлен новый главный тренер — известный в прошлом голландский футболист Рональд Куман. В 2008 году под руководством Рональда Кумана «Валенсия» завоевала очередной — седьмой по счёту — Кубок Испании, обыграв в финальном матче «Хетафе» со счётом 3:1. Это был первый трофей клуба, выигранный за последние 4 года, но от увольнения голландского специалиста это не спасло: сезон 2007/2008 «Валенсия» закончила на 10-месте (столь низко команда не опускалась 11 лет).
С нового сезона команду возглавил Унаи Эмери, до этого работавший с «Лоркой» и «Альмерией», двукратный обладатель Приза Мигеля Муньоса. Сезон 2009/2010 «Валенсия» закончила на третьем месте, тем самым обеспечив себе возможность выступать в Лиге Чемпионов, в которой со 2 места вышла из группы и дошла до 1/8 финала, где уступила немецкому «Шальке». В летнее трансферное окно 2010 года команду из-за финансового положения клуба покинули её лидеры Давид Сильва и Давид Вилья.

### 2010-е
Сезон 2010/2011 «Валенсия» закончила также на третьем месте, обеспечив себе прямую путёвку в очередной розыгрыш Лиги Чемпионов. Также руководство клуба продлило контракт на 1 год с главным тренером Унаи Эмери. Сезон 2011/12 «Валенсия» снова закончила, в третий год подряд, на третьем месте, обеспечив себе прямую путёвку в очередной розыгрыш Лиги Чемпионов. 8 мая 2012 года новым главным тренером был назначен Маурисио Пеллегрино (Унаи Эмери перешёл в российский клуб «Спартак» Москва). Отработав в клубе 7 месяцев, в декабре 2012 года Пеллегрино был уволен; аргентинца сменил Эрнесто Вальверде. По окончании сезона, который клуб закончил на 5-м месте, Вальверде объявил, что покидает свой пост. Новым тренером клуба стал бывший игрок «Валенсии» Мирослав Джукич. Но уже в декабре 2013 года в «Валенсии» сменился тренер, новым наставником команды стал Антонио Пицци, однако результаты команды не улучшились и клуб закончил чемпионат в середине таблицы.
17 мая 2014 года сингапурский миллиардер Питер Лим стал владельцем «Валенсии» — он завладел 70 % акций и стал, таким образом, крупнейшим акционером клуба. Лим заявил, что планирует покрыть долги «летучих мышей», а в межсезонье усилить состав новыми футболистами.
11 мая 2017 года стало известно, что новым тренером Валенсии станет Марселино Гарсия Тораль, ранее тренировавший «Вильярреал». Несмотря на уважение к этому специалисту в Испании, его назначение в кризисную «Валенсию» никто не рассматривал как панацею.
Однако уже в следующем сезоне, проведя кадровые чистки, а также предсезонную подготовку, Марселино сумел вернуть Валенсию в Лигу Чемпионов (клуб занял 4 место, набрав 73 очка). Кроме того, команда дошла до полуфинала Кубка Короля, где уступила «Барселоне» 0-3 по сумме двух матчей.
Сезон 2018/19 складывался не так гладко, и в декабре серьёзно поднимался вопрос о смене тренера. Основанием для таких разговоров послужили неубедительные результаты команды: невыход из группы Лига Чемпионов («Валенсия» не сумела опередить в борьбе «Ювентус», «Манчестер Юнайтед», обогнав лишь «Янг Бойз»), трудности в чемпионате (после 15 туров «Валенсия» шла на 15 месте, опережая команду из зоны вылета на 5 очков). Однако Марселино сумел перестроить игру, и Валенсия триумфально завершила чемпионат, войдя в лигочемпионскую четвёрку в последнем туре. В Лиге Европы команда дошла до полуфинала, где уступила в двух матчах лондонскому "Арсеналу с общим счётом 4:7.По пути «Валенсия» преодолела «Селтик» (1:0; 2:0), «Краснодар» (2:1; 1:1), «Вильярреал» (3:1; 2:0).
25 мая 2019 года в финале Кубка Короля Валенсия встретилась в «Барселоной». Благодаря голам Гамейро и Родриго «Лос Чес» сумели завоевать свой первый с 2008 года трофей, переиграв «блаугранас» со счётом 2:1.
В 2019 году «Валенсия» приобрела вратаря «Барселоны» Яспера Силлессена за 35 миллионов евро.
Летом 2019 году команду покинул вратарь Нето. Голкипер перешёл в «Барселону» за 35 миллионов евро. Нето в минувшем сезоне провёл за «Валенсию» 34 матча.
В сезоне 2021/2022 Валенсия дошла до финала Кубка Испании, где уступила Бетису в серии пенальти (5:4) при счёте 1:1 по итогам основного и дополнительного времени. В чемпионате Испании команда завершила сезон на 9 месте и не смогла пробиться в еврокубки. После одного сезона команду покинул главный тренер Хосе Бордалас.

## Дерби и ультрас

### Дерби
У клуба «Валенсия» есть три главных дерби, это матчи с клубом «Барселона» (это противостояние называется Большое каталонское дерби), а также есть два дерби, это матчи с клубом «Леванте» (это противостояние называется Валенсийское дерби) и Областное дерби с клубом «Вильярреал».
Также принципиальными соперниками являются: «Реал Мадрид», «Атлетико Мадрид», «Севилья», «Атлетик Бильбао».

### Ультрас
Ультрас-группы «Валенсии» «Curva Nord 10», «Ultra Yomus». Друзьями считаются ультрас клубов «Спортинг Хихон» («Ultra Boys»), «Эльче» («Jove Elx»), «Реал Сарагоса», «Логроньес», «Малага», «Реал Вальядолид». Так же есть друзья из других стран, это фанаты таких клубов «Интернационале» («Boys»), «Ницца» («Ultras Populaire Sud Nice») и «Шальке 04».

## Символика

### Форма

#### Домашняя
| 1933/34 | 1941—1945 | 1948—1954 | 1955—1962 | 1963/64 | 1965/66 | 1969—1976 | 1976—1978 | 1979/80 | 1980/81 | 1982/83   |
| 1984/85 | 1986/87   | 1987—1989 | 1990—1993 | 1993/94 | 1994/95 | 1995/96   | 1996/97   | 1997/98 | 1998/99 | 1999/2000 |
| 2001/02 | 2002/03   | 2003/04   | 2004/05   | 2005/06 | 2006/07 | 2007/08   | 2008/09   | 2009/10 | 2010/11 | 2011/12   |
| 2012/13 | 2013/14   | 2014/15   | 2015/16   | 2016/17 | 2017/18 | 2018/19   | 2019/20   | 2020/21 | 2021/22 | 2022/23   |
| 2023/24 | 2024/25   | 2025/26   |           |         |         |           |           |         |         |           |

#### Гостевая
| 1933/34 | 1946/47   | 1959/60 | 1963/64 (1) | 1963/64 (2) | 1966/67     | 1969/70     | 1970/71   | 1971—1973 · 1974/75 | 1975/76   | 1975/76   |
| 1977/78 | 1978/79   | 1980/81 | 1981/82     | 1984/85     | 1986/87 (1) | 1986/87 (2) | 1987—1989 | 1993/94             | 1994—1996 | 1996—1998 |
| 1998/99 | 1999/2000 | 2000/01 | 2001/02     | 2002/03     | 2003/04     | 2004/05     | 2005/06   | 2006/07             | 2007/08   | 2008/09   |
| 2009/10 | 2010/11   | 2011/12 | 2012/13     | 2013/14     | 2014/15     | 2015/16     | 2016/17   | 2017/18             | 2018/19   | 2019/20   |
| 2020/21 | 2021/22   | 2022/23 | 2023/24     | 2024/25     | 2025/26     |             |           |                     |           |           |

#### Резервная
| 1973/74 | 1982/83 | 1990—1993 | 1993/94 | 1999/2000 | 2000/01 | 2004/05 | 2006/07 | 2007/08 | 2010/11 | 2011/12 |
| 2012/13 | 2013/14 | 2019/20   | 2020/21 | 2021/22   | 2022/23 | 2023/24 | 2024/25 | 2025/26 |         |         |

Источники:,

### Экипировка и спонсоры
| Период     | Изготовитель формы | Титульный спонсор      |
| ---------- | ------------------ | ---------------------- |
| 1980—1982  | Adidas             | не было                |
| 1982—1985  | Ressy              | не было                |
| 1985—1990  | Rasán              | Fundación Bancaja      |
| 1990—1992  | Puma               | Fundación Bancaja      |
| 1992—1993  | Puma               | Generalidad Valenciana |
| 1993—1994  | Luanvi             | Generalidad Valenciana |
| 1994—1995  | Luanvi             | Cip                    |
| 1995—1998  | Luanvi             | Ford                   |
| 1998—2000  | Luanvi             | Terra Mitica           |
| 2000—2001  | Nike               | Terra Mitica           |
| 2001—2002  | Nike               | Metrored               |
| 2002—2003  | Nike               | Terra Mitica           |
| 2003—2008  | Nike               | Toyota                 |
| 2008—2009  | Nike               | Valencia Experience    |
| 2009—2011  | Kappa              | Unibet                 |
| 2011—2014  | Joma               | Jinko Solar            |
| 2014—2015  | Adidas             | Gol T                  |
| 2015—2017  | Adidas             | Bein Sports            |
| 2017—2019  | Adidas             | Blu Products           |
| 2019—н. в. | Puma               | Bwin                   |

## История выступлений
| Сезон   | Дивизион | Место   | Кубок |
| ------- | -------- | ------- | ----- |
| 1929    | 2ª       | 5-е     |       |
| 1929/30 | 2ª       | 6-е     |       |
| 1930/31 | 2ª       | 1-е     |       |
| 1931/32 | 1ª       | 7-е     |       |
| 1932/33 | 1ª       | 9-е     |       |
| 1933/34 | 1ª       | 7-е     |       |
| 1934/35 | 1ª       | 9-е     |       |
| 1935/36 | 1ª       | 8-е     |       |
| 1939/40 | 1ª       | 8-е     |       |
| 1940/41 | 1ª       | 3-е     |       |
| 1941/42 | 1ª       | Чемпион |       |
| 1942/43 | 1ª       | 7-е     |       |
| 1943/44 | 1ª       | Чемпион |       |
| 1944/45 | 1ª       | 5-е     |       |
| 1945/46 | 1ª       | 6-е     |       |
| 1946/47 | 1ª       | Чемпион |       |
| 1947/48 | 1ª       | 2-е     |       |
| 1948/49 | 1ª       | 2-е     |       |
| 1949/50 | 1ª       | 3-е     |       |
| 1950/51 | 1ª       | 3-е     |       |
| 1951/52 | 1ª       | 5-е     |       |
| 1952/53 | 1ª       | 2-е     |       |
| 1953/54 | 1ª       | 3-е     |       |
| 1954/55 | 1ª       | 5-е     |       |
| 1955/56 | 1ª       | 6-е     |       |
| 1956/57 | 1ª       | 11-е    |       |
| 1957/58 | 1ª       | 4-е     |       |
| 1958/59 | 1ª       | 4-е     |       |
| 1959/60 | 1ª       | 9-е     |       |
| 1960/61 | 1ª       | 5-е     |       |
| 1961/62 | 1ª       | 7-е     |       |
| 1962/63 | 1ª       | 7-е     |       |
| 1963/64 | 1ª       | 6-е     |       |
| 1964/65 | 1ª       | 4-е     |       |
| 1965/66 | 1ª       | 9-е     |       |
| 1966/67 | 1ª       | 6-е     |       |
| 1967/68 | 1ª       | 4-е     |       |
| 1968/69 | 1ª       | 5-е     |       |
| 1969/70 | 1ª       | 6-е     |       |
| 1970/71 | 1ª       | Чемпион |       |
| 1971/72 | 1ª       | 2-е     |       |
| 1972/73 | 1ª       | 7-е     |       |
| 1973/74 | 1ª       | 10-е    |       |
| 1974/75 | 1ª       | 12-е    |       |
| 1975/76 | 1ª       | 10-е    |       |
| 1976/77 | 1ª       | 6-е     |       |
| 1977/78 | 1ª       | 4-е     |       |
| 1978/79 | 1ª       | 7-е     |       |
| 1979/80 | 1ª       | 6-е     |       |
| 1980/81 | 1ª       | 4-е     |       |
| 1981/82 | 1ª       | 5-е     |       |
| 1982/83 | 1ª       | 15-е    |       |
| 1983/84 | 1ª       | 12-е    |       |
| 1984/85 | 1ª       | 9-е     |       |
| 1985/86 | 1ª       | 16-е    |       |
| 1986/87 | 2ª       | 1-е     |       |
| 1987/88 | 1ª       | 14-е    |       |
| 1988/89 | 1ª       | 3-е     |       |
| 1989/90 | 1ª       | 2-е     |       |
| 1990/91 | 1ª       | 7-е     |       |
| 1991/92 | 1ª       | 4-е     |       |
| 1992/93 | 1ª       | 4-е     |       |
| 1993/94 | 1ª       | 7-е     |       |
| 1994/95 | 1ª       | 10-е    |       |
| 1995/96 | 1ª       | 2-е     |       |
| 1996/97 | 1ª       | 10-е    |       |
| 1997/98 | 1ª       | 9-е     |       |
| 1998/99 | 1ª       | 4-е     |       |
| 1999/00 | 1ª       | 3-е     |       |
| 2000/01 | 1ª       | 5-е     |       |
| 2001/02 | 1ª       | Чемпион |       |
| 2002/03 | 1ª       | 5-е     |       |
| 2003/04 | 1ª       | Чемпион |       |
| 2004/05 | 1ª       | 7-е     |       |
| 2005/06 | 1ª       | 3-е     |       |
| 2006/07 | 1ª       | 4-е     |       |
| 2007/08 | 1ª       | 10-е    |       |
| 2008/09 | 1ª       | 6-е     |       |
| 2009/10 | 1ª       | 3-е     |       |
| 2010/11 | 1ª       | 3-е     |       |
| 2011/12 | 1ª       | 3-е     |       |
| 2012/13 | 1ª       | 5-е     |       |
| 2013/14 | 1ª       | 8-е     |       |
| 2014/15 | 1ª       | 4-е     |       |
| 2015/16 | 1ª       | 12-е    |       |
| 2016/17 | 1ª       | 12-е    |       |
| 2017/18 | 1ª       | 4-е     |       |
| 2018/19 | 1ª       | 4-е     |       |
| 2019/20 | 1ª       | 9-е     |       |
| 2020/21 | 1ª       | 13-е    |       |
| 2021/22 | 1ª       | 9-е     |       |
| 2022/23 | 1ª       | 16-е    |       |

## Стадион

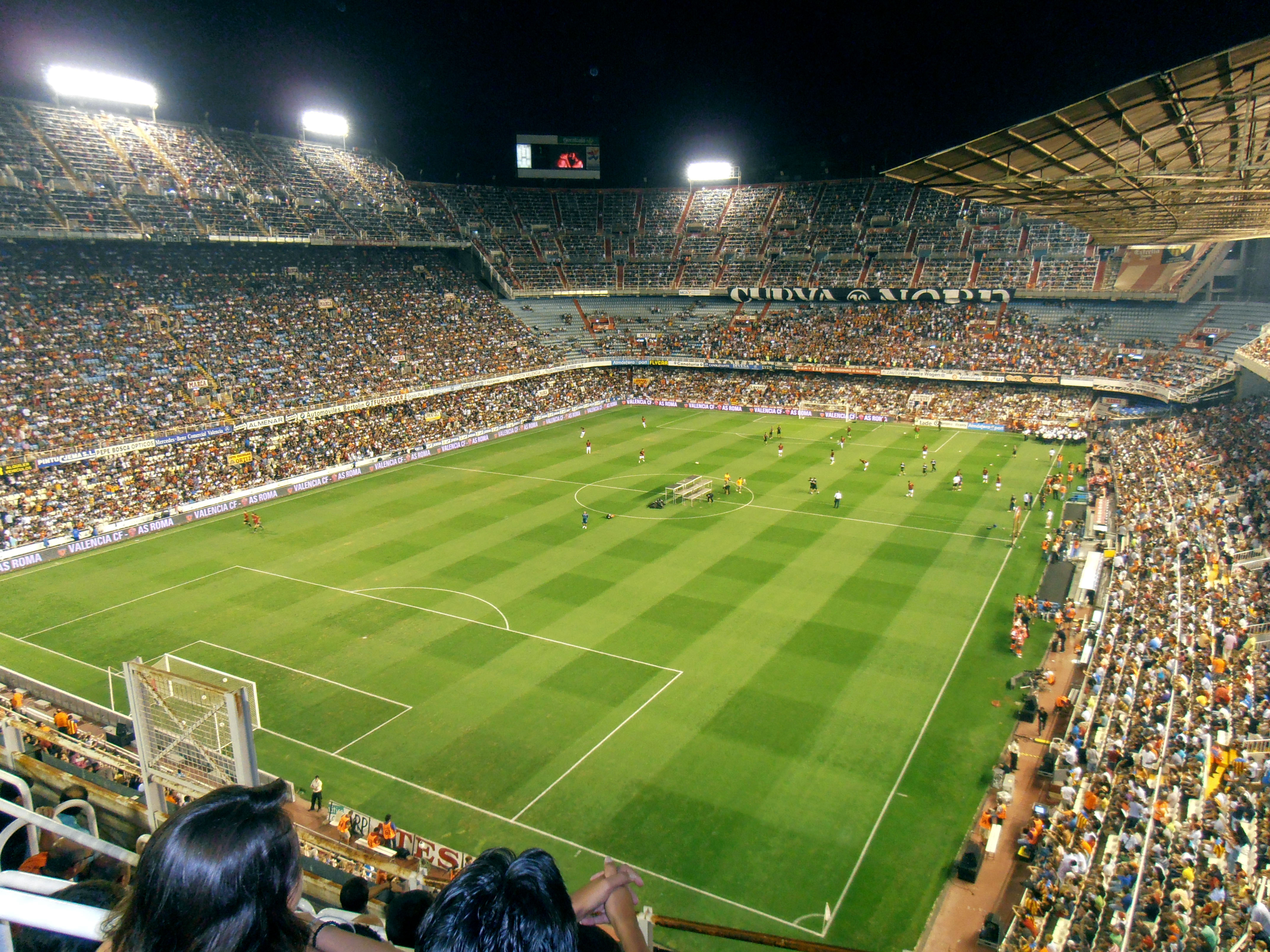
Внутри стадиона «Месталья»

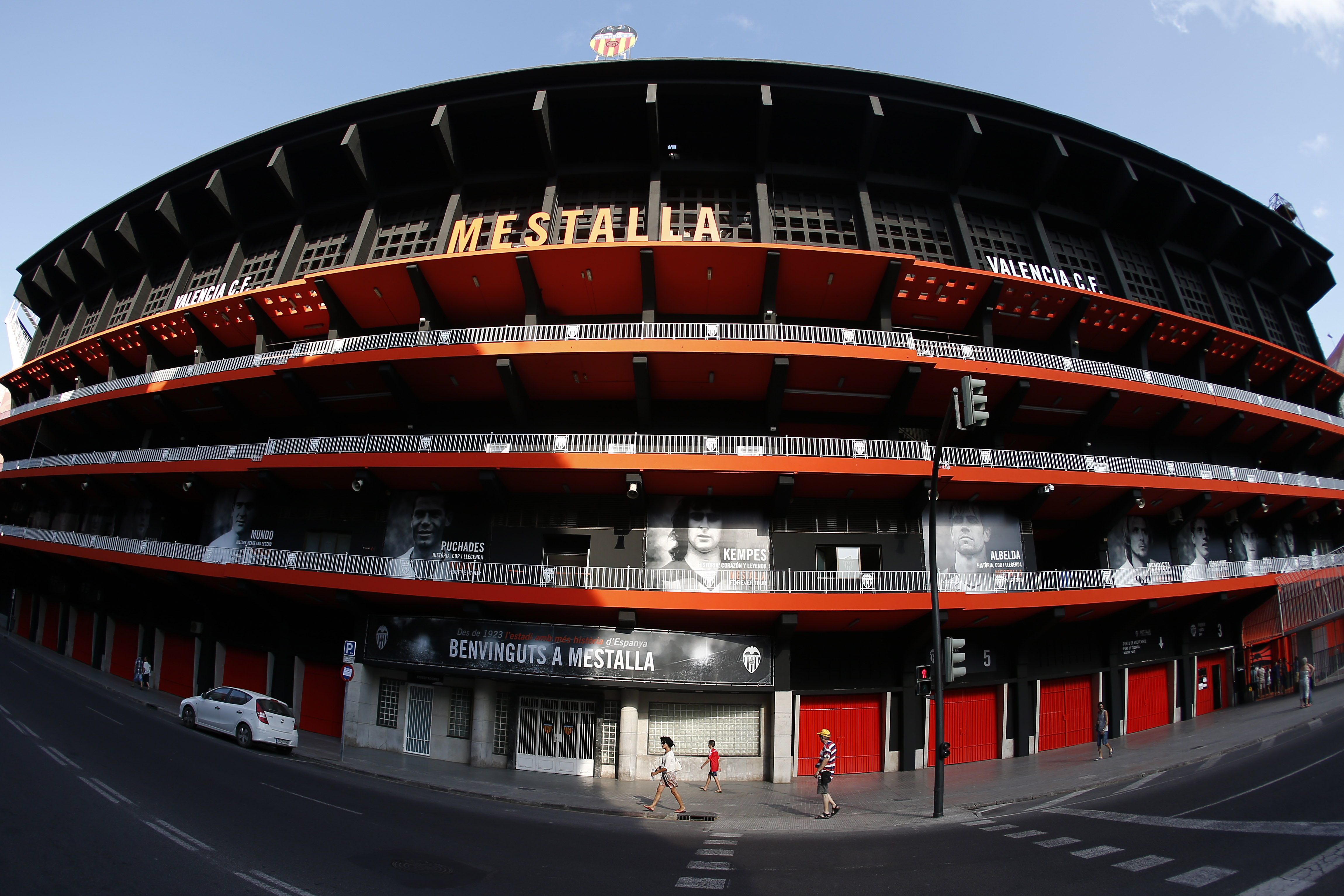

Название «Месталья» было позаимствовано у одного из семи оросительных каналов, которые берут своё начало в реке Турия и уходят в близлежащую долину. Трибуны из экономии было решено сделать из дерева, на месте газона была голая земля. В мае 1923 года здесь состоялся первый матч с участием «Валенсии», за которым наблюдали 14 тысяч зрителей. Во время гражданской войны стадион был практически разрушен, восстановительный процесс занял несколько месяцев. В дальнейшем стадион переживал многочисленные реконструкции и доработки, пережил глобальный потоп, а свой сегодняшний вид «Месталья» приобрела ранней весной 2001 года, к матчу второго группового турнира Лиги чемпионов против «Манчестер Юнайтед». За этим поединком смогли наблюдать уже 53 тысячи зрителей. За свою восьмидесятилетнюю историю «Месталья» имела и ещё одно имя — 23 августа 1969 года открытым голосованием директоров клуба было решено переименовать «Месталью» в «Луис Касанова», в честь своего самого выдающегося президента. В ноябре 1994 года Луис Касанова потребовал, чтобы стадиону вернули прежнее имя.
В 1992 году принимал турнир по футболу на Олимпийских играх (6 матчей группового этапа, четвертьфинал и полуфинал).
В 2006 году возникла идея строительства нового стадиона Ноу Месталья, возведение которого продолжалось с 2007 по 2009 год, однако по финансовым причинам строительство завершено не было. В настоящее время ведутся переговоры о продаже земляного участка из-под прежнего стадиона, в результате чего могут быть получены финансы, позволяющие достроить новый стадион. Завершение строительства предполагается до 2030 года, дабы стадион мог принимать матчи запланированного в Испании Чемпионата мира по футболу 2030 года.
- Месталья
- Вместимость — 49 430 человек.
- Размеры поля — 105 x 70 метров.
- Адрес — Avenida de Suecia S/N, 46010 Valencia.

## Тренировочная база «Патерна»
В 1974 году при президентстве Франсиско Рос Касереса «Валенсия» приобрела землю под строительства тренировочной базы. Так как строительство затянулось, валенсийцам приходилось тренироваться на поле стадиона «Месталья» или в городке Бенимара.
Современный вид «Патерна» приобрела 19 февраля 1992 после завершения модернизации. Спортивная база клуба размешается на территории площадью более 180 тысяч м². На этих полях помимо спортивной базы клуба располагается большая детская школа и современный центр реабилитации. На территории находится стадион вместимостью 3000 человек, это домашний стадион команды дублёров.

## Достижения

### Национальные
- Чемпионат Испании

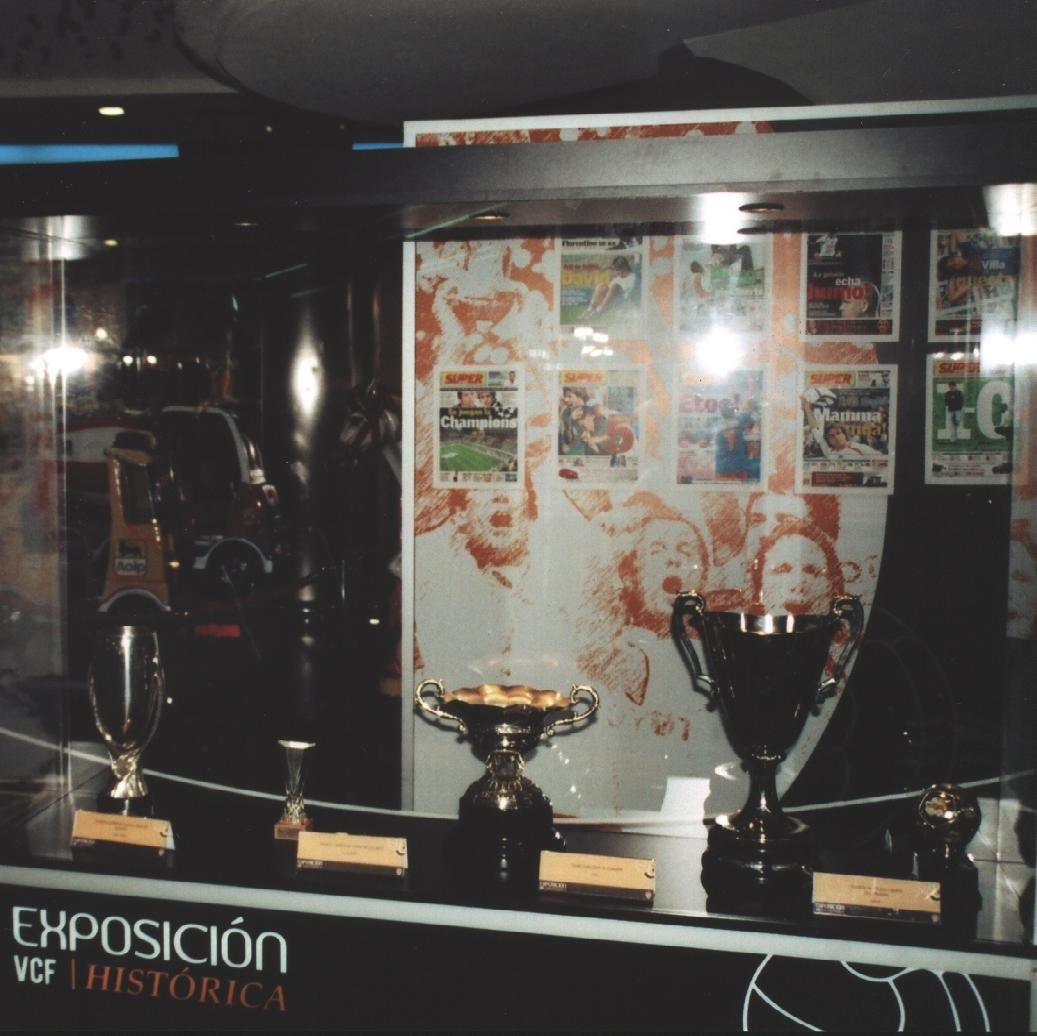
Трофеи «Валенсии» в экспозиции клубного музея

  - Чемпион (6): 1941/42, 1943/44, 1946/47, 1970/71, 2001/02, 2003/04
  - Вице-чемпион (6): 1947/48, 1948/49, 1952/53, 1971/72, 1989/90, 1995/96
- Кубок Испании
  - Обладатель (8): 1941, 1948/49, 1954, 1966/67, 1978/79, 1998/99, 2007/08, 2018/19
  - Финалист (11): 1934, 1937, 1944, 1944/45, 1946, 1952, 1969/70, 1970/71, 1971/72, 1994/95, 2021/22
- Суперкубок Испании
  - Обладатель: 1999
- Кубок Эвы Дуарте
  - Обладатель: 1949
  - Финалист: 1947
- Второй дивизион
  - Чемпион (2): 1930/31, 1986/87

### Международные

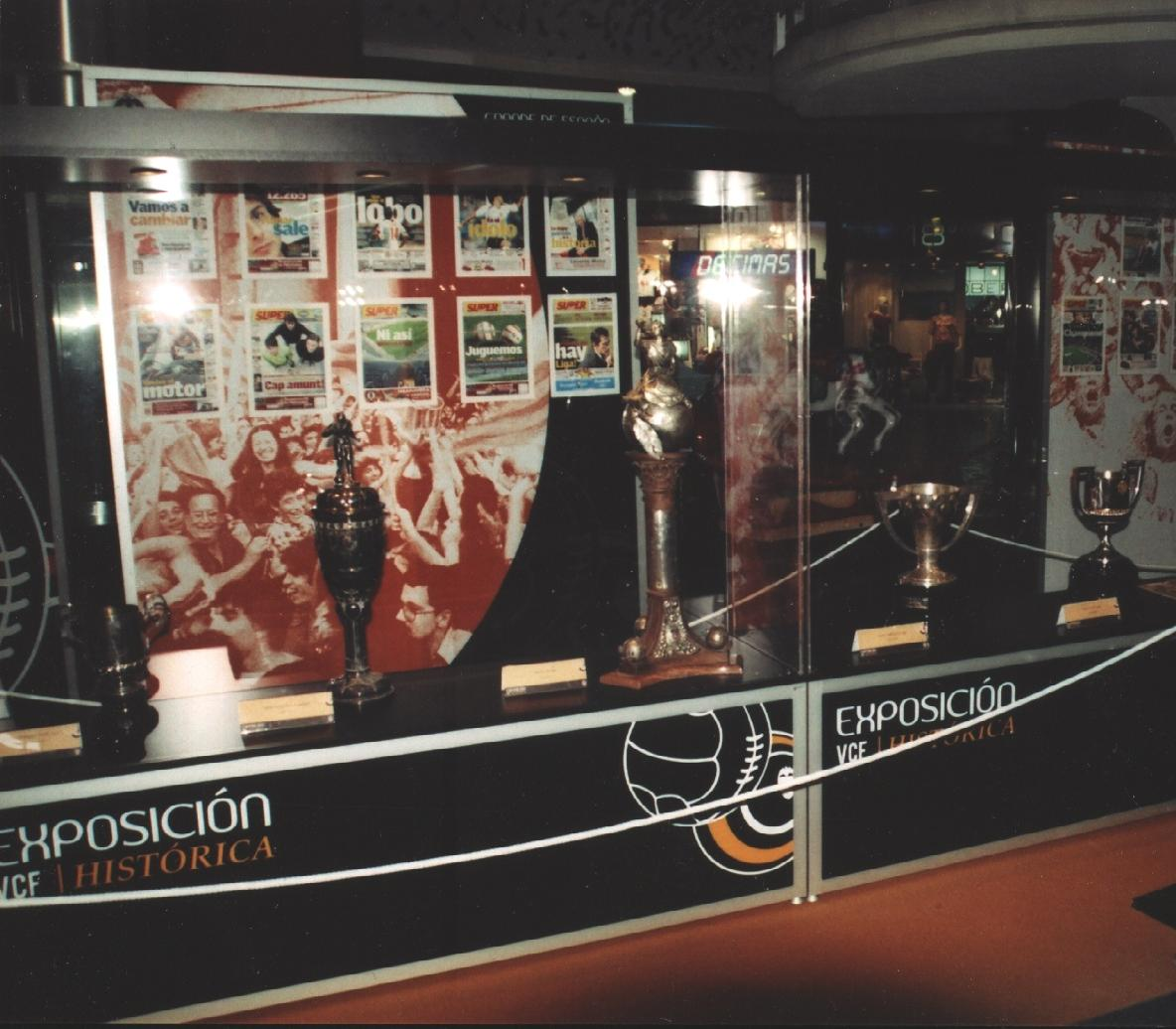
Трофеи «Валенсии» в экспозиции клубного музея

- Лига чемпионов УЕФА
  - Финалист (2): 2000, 2001
- Кубок УЕФА
  - Обладатель: 2003/04
- Кубок обладателей кубков УЕФА
  - Обладатель: 1980
- Суперкубок УЕФА
  - Обладатель (2): 1980, 2004
- Кубок ярмарок
  - Обладатель (2): 1961/62, 1962/63
  - Финалист: 1963/64
- Кубок Интертото:
  - Обладатель: 1998
  - Финалист: 2005
- Малый Кубок мира
  - Обладатель: 1966
  - Финалист: 1955
- Кубок Жоана Гампера
  - Обладатель: 1994

## Рекорды

### По количеству матчей
- Это список игроков с наибольшим количеством матчей в истории клуба.

| №  | Имя                  | Период    | Матчи |
| -- | -------------------- | --------- | ----- |
| 1  | Фернандо Гомес       | 1983—1998 | 552   |
| 2  | Рикардо Ариас        | 1976—1992 | 521   |
| 3  | Давид Альбельда      | 1996—2013 | 485   |
| 4  | Мигель Анхель Ангуло | 1996—2009 | 434   |
| 5  | Маноло Местре        | 1955—1969 | 424   |
| 6  | Сантьяго Каньисарес  | 1998—2008 | 416   |
| 7  | Энрике Саура         | 1975—1985 | 400   |
| 8  | Даниэль Парехо       | 2011—2020 | 383   |
| 9  | Хосе Кларамунт       | 1966—1978 | 377   |
| 10 | Карлос Арройо Айяла  | 1984—1996 | 373   |

### По количеству голов
Это список игроков с наибольшим количеством голов в истории клуба.
| № | Имя                 | Период    | Голы | Матчи |
| - | ------------------- | --------- | ---- | ----- |
| 1 | Эдмундо Суарес      | 1939—1950 | 259  | 284   |
| 2 | Валдо Машадо        | 1961—1970 | 160  | 294   |
| 3 | Марио Кемпес        | 1976—1987 | 149  | 245   |
| 4 | Фернандо Гомес      | 1983—1998 | 143  | 554   |
| 5 | Игоа Сильвестре     | 1941—1950 | 139  | 224   |
| 6 | Давид Вилья         | 2005—2010 | 131  | 225   |
| 7 | Мануэль Баденес     | 1950—1956 | 126  | 133   |
| 8 | Висенте Сегуи Гомес | 1946—1959 | 91   | 309   |

## Текущий состав
| №  |                               | Поз. | Имя                 | Год рождения |
| -- | ----------------------------- | ---- | ------------------- | ------------ |
| 1  | Флаг Испании                  | Вр   | Хауме Доменек       | 1990         |
| 3  | Испания                       | Защ  | Хосе Копете         | 1999         |
| 4  | Флаг Гвинеи                   | Защ  | Муктар Диакаби      | 1996         |
| 6  | Флаг Испании                  | Защ  | Уго Гильямон        | 2000         |
| 7  | Нидерланды                    | Нап  | Арно Данжума        | 1997         |
| 8  | Флаг Испании                  | ПЗ   | Хави Герра          | 2003         |
| 9  | Флаг Испании                  | Нап  | Уго Дуро            | 1999         |
| 10 | Флаг Португалии               | ПЗ   | Андре Алмейда       | 2000         |
| 11 | Флаг Доминиканской Республики | Нап  | Петер Гонсалес      | 2002         |
| 12 | Флаг Португалии               | Защ  | Тьерри Коррея       | 1999         |
| 13 | Флаг Испании                  | Вр   | Кристиан Риверо     | 1998         |
| 14 | Флаг Испании                  | Защ  | Хосе Гайя (капитан) | 1995         |

| №  |                | Поз. | Имя                                                 | Год рождения |
| -- | -------------- | ---- | --------------------------------------------------- | ------------ |
| 15 | Флаг Турции    | Защ  | Дженк Озкаджар                                      | 2000         |
| 16 | Флаг Испании   | Нап  | Диего Лопес                                         | 2002         |
| 17 | Флаг Украины   | Нап  | Роман Яремчук                                       | 1995         |
| 18 | Флаг Испании   | ПЗ   | Пепелу                                              | 1998         |
| 19 | Флаг Марокко   | ПЗ   | Селим Амалла                                        | 1996         |
| 20 | Флаг Гваделупы | Защ  | Димитри Фулькье                                     | 1993         |
| 21 | Флаг Испании   | Защ  | Хесус Васкес                                        | 2003         |
| 22 | Флаг Испании   | Нап  | Альберто Мари                                       | 2001         |
| 25 | Испания        | Вр   | Хулен Агирресабала (в аренде из «Атлетика Бильбао») | 2000         |
|    | Флаг Испании   | ПЗ   | Серхи Канос                                         | 1997         |

## Персоналии

### Тренерский штаб

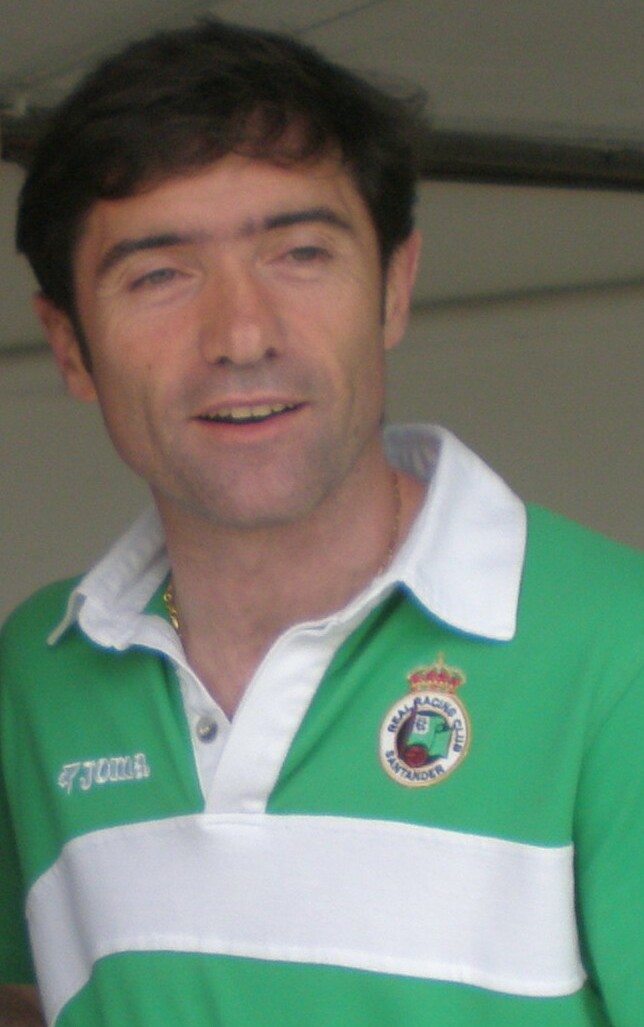
Марселино, главный тренер клуба в 2017—2019

| Должность                                | Имя                    |
| ---------------------------------------- | ---------------------- |
| Главный тренер                           | Рубен Бараха           |
| Ассистент главного тренера               | Карлос Марчена         |
| Ассистент главного тренера               | Тони Селиграт          |
| Ассистент главного тренера               | Фрэн Лапьедра          |
| Тренер вратарей                          | Хосе Мануэль Очоторена |
| Тренер по физической подготовке          | Хуан Монар             |
| Помощник тренер по физической подготовке | Серджи Бенет           |
| Аналитик                                 | Карлос Перес           |

### Список главных тренеров
- Хуан Армет «Кинке» — 1921—1922
- Агустин Санчо — 1922—1923
- Антонин Фивебр — 1923—1927
- Джеймс Херриот — 1927—1929
- Антонин Фивебр — 1929—1931
- Родольфо Галлоуэй — 1931—1933
- Джек Гринуэлл — 1933—1934
- Антонин Фивебр — 1934—1935
- Андрес Бальса — 1935—1936
- Рамон Энсинас Диос — 1939—1942
- Леопольдо Коста «Рино» — 1942—1943
- Эдуардо Кубельс — 1943—1946
- Луис Касас Пасарин — 1946—1948
- Хасинто Кинкосес — 1948—1954
- Карлос Итурраспе — 1954—1956
- Луис Миро — 1956—1958
- Хасинто Кинкосес — 1958—1959
- Педро Отто Бумбель — 1959—1960
- Доменек Балманья — 1960—1962
- Алехандро Скопельи — 1962—1963
- Бернардино Перес «Пасьегито» — 1963—1964
- Эдмундо Суарес «Мундо» — 1964—1965
- Сабино Баринага — 1965—1966
- Мундо — 1966—1968
- Хосе Иглесиас — 1968—1969
- Энрике Буке/Сальвадор Артигас — 1969—1970
- Альфредо Ди Стефано — 1970—1974
- Милован Чирич — 1974—1975
- Драголюб Милошевич — 1975
- Мануэль Местре — 1975—1976
- Эриберто Эррера — 1976—1977
- Мануэль Местре — 1977
- Марсель Доминго — 1977—1979
- Пасьегито — 1979
- Альфредо Ди Стефано — 1979—1980
- Пасьегито — 1980—1982
- Мануэль Местре — 1982
- Милян Милянич — 1982—1983
- Кольдо Агирре — 1983
- Франсиско Гарсия Гомес «Пакито» — 1983—1984
- Роберто Хиль — 1984—1985
- Оскар Рубен Вальдес — 1985—1986
- Альфредо Ди Стефано — 1986—1988
- Роберто Хиль — 1988
- Виктор Эспарраго — 1988—1991
- Гус Хиддинк — 1991—1993
- Франсиско Реаль — 1993
- Эктор Нуньес — 1993—1994
- Хосе Мануэль Риело — 1994
- Гус Хиддинк — 1994
- Карлос Альберто Паррейра — 1994—1995
- Хосе Мануэль Риело — 1995
- Луис Арагонес — 1995—1997
- Хорхе Вальдано — 1996—1997
- Хосе Мануэль Риело — 1997
- Клаудио Раньери — 1997—1999
- Эктор Купер — 1999—2001
- Рафаэль Бенитес — 2001—2004
- Клаудио Раньери — 2004—2005
- Кике Санчес Флорес — 2005—2007
- Рональд Куман — 2007—2008
- Унаи Эмери — 2008—2012
- Маурисио Пеллегрино — 2012
- Эрнесто Вальверде — 2012—2013
- Мирослав Джукич — 2013
- Хуан Антонио Пицци — 2013—2014
- Нуну Эшпириту Санту — 2014—2015
- Гари Невилл — 2015—2016
- Пако Айестаран — 2016
- Чезаре Пранделли — 2016
- Воро — 2017
- Марселино Гарсия Тораль — 2017—2019
- Селадес, Альберт — 2019—2020
- Хавьер Грасия — 2020—2021
- Хосе Бордалас — 2021—2022
- Дженнаро Гаттузо — 2022—2023
- Рубен Бараха — 2023—2024
- Карлос Корберан — 2025—н. в.

### Список президентов клуба
- 1919 — 1922
  - Октавио Аугусто Милего — 1-й президент клуба. Оставил пост президента чтобы возглавить школу арбитров, где тоже был президентом.
- 1922 (с февраля — марта по 23 июля 1922)
  - Альфредо Айгуэс Понсе — руководил до первого собрания директивы.
- 23 июля 1922 — 1 октября 1922
  - Франсиско Видаль Муньос
- 1 октября 1922 — 11 августа 1923
  - Рамон Леонарте Рибера — 4 июля 1923 обновил Хунту директива
- 1924
  - Франсиско Ромеу Сарандьета (исполняющий обязанности)
- 11 августа 1923 — 21 июня 1925
  - Пабло Вердегер Комес — подписал контракт о покупке территории для стадиона Месталья.
- 21 июня 1925—1929
  - Факундо Паскуаль Килис
- 1929 — 1932
  - Хуан Хименес Кановас
- 1932 — 2 июля 1933
  - Мануэль Гарсия дель Мораль
- 2 июля 1933 — 3 октября 1935
  - Адольфо Ройо Сорьяно
- 3 ноября 1935 — 8 марта 1936 
  - Франсиско Альменар Кинса — умер, находясь на посту президента, единственный в истории клуба.
- 9 марта 1936 — 18 июня 1936
  - Луис Касанова Хинер (исполняющий обязанности)
- июнь 1939—1940
  - Альфредо Хименес Буэса
- 1940 — 25 января 1959
  - Луис Касанова Хинер
- 25 января 1959 — 2 июля 1961
  - Висенте Иборра Хиль
- 2 июля 1961—1973
  - Хулио де Мигель и Мартинес Буханда
- 1973 — 1 декабря 1975
  -  Франсиско Рос Касерес
- 1 декабря 1975 — 7 января 1976
  - Альфредо Корраль Сервера (исполняющий обязанности)
- 7 января 1976 — 7 февраля 1983
  - Хосе Рамос Коста
- 7 февраля 1983 — май 1986
  - Висенте Тормо Альфонсо
- май 1986 — 3 июня 1986
  - Педро Кортес Гарсиа (исполняющий обязанности)
- 3 июня 1986 — 24 ноября 1993
  - Артуро Тусон Хиль
- 1990
  - Хосе Доминго (исполняющий обязанности)
- 24 ноября 1993 — 9 марта 1994
  - Мельчор Ойос Перес
- 9 марта 1994 — 2 декабря 1997
  - Франсиско Роч Альфонсо — принимал решение о превращении Валенсии в АО
- 2 декабря 1997 — 11 июня 2001
  - Педро Кортес Гарсиа
- 11 июня 2001 — 5 октября 2004
  - Хайме Орти Руис
- 5 октября 2004 — 12 марта 2008
  - Хуан Баутиста Солер
- 12 марта 2008 — 21 августа 2009
  - Висенте Сориано
- 22 августа 2009 — 5 апреля 2013
  - Мануэль Льоренте
- 5 — 15 апреля 2013
  - Фернандо Хинер (исполняющий обязанности)
- 15 апреля — 4 июня 2013
  - Висенте Андреу (исполняющий обязанности)
- 4 июня 2013 — 2 июля 2015
  - Амадео Сальво
- 2 июля 2015 — 10 апреля 2017
  - Лэй Хун
- 1 июля 2017 — н.в.
  - Анил Мурти (с 10 апреля 2017 до 1 июля 2017 исполняющий обязанности)